# HD 114386
HD 114386 — звезда примерно в 91 световых годах от Земли в созвездии Центавра. Это оранжевый карлик, довольно тусклый по сравнению с Солнцем. Чтобы его увидеть, нужен телескоп или хороший бинокль.
В 2004 году команда «Geneva Extrasolar Planet Search» объявила об открытии экзопланеты b, вращающейся вокруг звезды.
В 2011 году была открыта вторая экзопланета.
Система звезды похожа на Солнечную систему и на систему 47 Большой Медведицы.